# Siège d'Eshowe
Guerre anglo-zouloue
Batailles
- Inyezane
- Isandhlwana
- Rorke's Drift
- Eshowe
- Ntombe
- Hlobane
- Kambula
- Gingindlovu
- Ulundi

Le siège d'Eshowe est livré du 7 février au 3 avril 1879 en Afrique du Sud, au KwaZulu-Natal, pendant la guerre anglo-zouloue. La colonne britannique commandée par le colonel Charles Pearson retranchée dans Eshowe, est assiégée par les Zoulous pendant deux mois avant d'être secourue par les troupes commandées par Lord Chelmsford.

## Sources
- (en) Featherstone Donald, Victorian colonial warfare, Africa, Cassel book, London, 1992.
- (en) David Saul, Zulu, the Heroism and Tragedy of the Zulu War of 1879, Penguin Books, 2005,  (ISBN 978-0-141-01569-9)
- (en) Michael Barthop, The Zulu War, a Pictorial History Blandford Press, UK, 1980,  (ISBN 0-7137-1005-5)
- (en) Ian Knight, The National Army Museum book of the Zulu war, Pan Books, 2003,  (ISBN 0-330-48629-2)